# Gastropnir
Gastropnir is in de Noordse mythologie de naam van een van de verblijfplaatsen van Jötuns of reuzen, vertegenwoordigers van het aspect brute natuurkracht die op zichzelf tot chaos leiden en die bijgevolg voortdurend in tegenstrijd zijn met de Asen die een ordelijke wereld opbouwen.